# Carcelia hackeri
Carcelia hackeri är en tvåvingeart som beskrevs av Cantrell 1985. Carcelia hackeri ingår i släktet Carcelia och familjen parasitflugor. Inga underarter finns listade i Catalogue of Life.